# Kelly Haimona

a Compétitions nationales et continentales officielles uniquement.

b Matchs officiels uniquement.
Kelly Haimona, né le 30 juillet 1986 à Rotorua (Nouvelle-Zélande), est un joueur international italien de rugby à XV. Il évolue au poste de demi d'ouverture au sein de la province de Bay of Plenty en Mitre 10 Cup.

## Biographie
Natif de Nouvelle-Zélande , Kelly Haimona migrent en Italie lorsque son père, électricien, est muté à Milan. En Italie, le jeune Kelly trouve ses repaires dans le club de sa ville. Surdoué, Kelly Haimona fais ses débuts à Calvisano. Ses bonnes performances lui permettent d'obtenir un contrat pour les Zèbres. Dès son arrivée, il tape dans l'œil du sélectionneur italien Jacques Brunel, qui le titularise lors de l'ouverture du tournoi des six nations.

## Statistiques en équipe nationale
Au 13 mars 2016, Kelly Haimona compte dix capes en équipe d'Italie, dont huit en tant que titulaire, depuis sa première sélection le 8 novembre 2014 contre les Samoa. Il inscrit 61 points, 17 pénalités et cinq transformations.
Il dispute trois rencontres en 2014, quatre en 2015 et trois en 2016.
Il participe à deux éditions du Tournoi des Six Nations, en 2015 et  2016.